# Jan Jośkiewicz
Jan Jośkiewicz, ros. Иван Фёдорович Иоскевич, Iwan Fiodorowicz Ioskiewicz (ur. 27 lutego?/11 marca 1898 w Bielakowszczyźnie, zm. 8 sierpnia 1964 w Moskwie) – generał porucznik Armii Radzieckiej, generał dywizji Wojska Polskiego.

## Życiorys
Od 3 lutego 1918 w Armii Czerwonej. W 1938 ukończył Akademię Wojskową im. Michaiła Frunzego w Moskwie. Brał udział zarówno w agresji na Finlandię w 1939, jak i zajęciu Besarabii rok później. W kwietniu 1942 roku objął dowództwo 414 Dywizji Strzeleckiej. W kwietniu 1943 roku został zastępcą dowódcy 16 Korpusu Strzeleckiego, a w grudniu tego roku dowódcą 20 Dywizji Strzelców Górskich. 3 czerwca 1944 awansowany na stopień generała majora. W tym samym miesiącu został ciężko ranny. W lutym 1945 odkomenderowany do Wojska Polskiego. Czasowo pełnił obowiązki szefa sztabu 2 Armii Wojska Polskiego. Pełniący obowiązki szefa Sztabu Głównego WP. Do października 1945 był szefem sztabu Okręgu Wojskowego nr III w Poznaniu. Od 10 października 1945 do 25 czerwca 1947 dowódca Okręgu Wojskowego nr II. 
Od 14 grudnia 1945 mianowany generałem dywizji ze starszeństwem ze stycznia 1946. Organizował akcję osadnictwa wojskowego na Pomorzu Zachodnim. W 1947 powrócił do ZSRR i we wrześniu objął kierownictwo Katedry Taktyki Ogólnej w Akademii Inżynieryjnej Sił Powietrznych im. prof. Żukowskiego w Moskwie. W listopadzie 1955 roku został przeniesiony w stan spoczynku.

## Ordery i odznaczenia
- Order Lenina (ZSRR, czterokrotnie)
- Order Wojny Ojczyźnianej (ZSRR)
- Order Czerwonej Gwiazdy (ZSRR)
- Krzyż Komandorski Orderu Odrodzenia Polski (27 czerwca 1947)[1]
- Złoty Krzyż Zasługi